# Роднички (Луганская область)
Роднички (укр. Роднички) — село, относится к Троицкому району Луганской области Украины.
Население по переписи 2001 года составляло 5 человек. Почтовый индекс — 92112. Телефонный код — 6456. Занимает площадь 5 км². Код КОАТУУ — 4425481004.

## Местный совет
92112, Луганська обл., Троїцький р-н, с. Багачка, вул. Шкільна, 37  (укр.)